# Берклій
Берклій (Bk, лат. Berkelium) — штучно отриманий радіоактивний трансурановий хімічний елемент групи актиноїдів з атомним номером 97. Берклій не має стабільних ізотопів, найбільш довгоживучий нуклід 247Bk має період напіврозпаду 1380 років.

## Історія
Одержаний штучно в 1949 році групою Сіборга в Каліфорнійському університеті в Берклі.

## Походження назви
Названий на честь місця, де був одержаний — Берклі, за аналогією з елементом тербієм, що є його аналогом серед лантаноїдів, названим на честь містечка Іттербю. Раніше його називали беркелієм.

## Ізотопи
Відомо 17 штучно створених ізотопів берклію з атомними масами від 234 до 251. Один з них метастабільний (248mCm). П’ять ізотопів мають період напіврозпаду більший ніж день: 
| Масове число | Період напіврозпаду |
| ------------ | ------------------- |
| 245          | 4,95 дня            |
| 246          | 1,8 дня             |
| 247          | 130 років           |
| 249          | 330 днів            |

У природі берклій не зустрічається, окрім забруднень від ядерних випробувань і чорнобильської катастрофи. Берклій вироблявся у природному ядерному реакторі Окло 1,8 мільярдів років тому.

## Отримання
Берклій одержують як побічний продукт при виробництві каліфорнію-252.
247Bk отриманий у 1965 з 244Cm обстрілом α-частинками. Ізотоп 248Bk не був визначений
{\displaystyle \mathrm {^{244}_{\ 96}Cm\ {\xrightarrow[{}]{(\alpha ,n)}}\ _{\ 98}^{247}Cf\ {\xrightarrow[{3,11\ h}]{\epsilon }}\ _{\ 97}^{247}Bk} }
{\displaystyle \mathrm {^{244}_{\ 96}Cm\ {\xrightarrow[{}]{(\alpha ,p)}}\ _{\ 97}^{247}Bk} }

## Застосування
Окрім наукових досліджень, берклій-249 використовується як джерело каліфорнію (що утворюється при його розпаді). Також, бомбардуючи мішені з берклію отримують важкі елементи, такі як лоуренсій, резерфордій і борій.